# イタリア館・プラトン装飾美術館
イタリア館・プラトン装飾美術館（イタリアかん・プラトンそうしょくびじゅつかん）は兵庫県神戸市中央区の北野町にある歴史的建造物、美術館。1991年（平成3年）に一般公開された。旧アボイ邸とも。北野・山本地区の伝統的建造物。
アボイ氏の自邸として大正4年（1915年）に建設された西洋館を、各部屋に18世紀から19世紀のイタリア・フィレンツェを中心とする装飾的な家具、調度、絵画等を展示し、美術館として使用している。

## 展示内容
展示品は、食堂を飾るイタリア人彫刻家ビクター・エモーヌの家具や暖炉、絵画ではミレー、コロー、ルソー、ボナールらの作品、クローディオンやロダンの彫刻の他、年代物のランプや食器など。ジャン・コクトーの自筆素描などの希少な一品も飾られている。

### 庭園
館の南側にプールを中心とする大理石の柱や彫刻で装飾された南欧風の庭が造られている。
プールサイドとバルコニーにはカフェテラスが設けられており、喫茶のみの入場も可能である。

## 建築概要
- 竣工 - 大正4年（1915年）
- 設計 - 不詳
- 構造 - 木造、切妻造、スレート葺、上げ下げ窓よろい戸付
- 規模 - 本棟（地上2階、地下1階）、付属屋

## 利用情報
- 開館時間 - 9：30 - 17：30
- 休館日 - 年末年始のみ

## ギャラリー

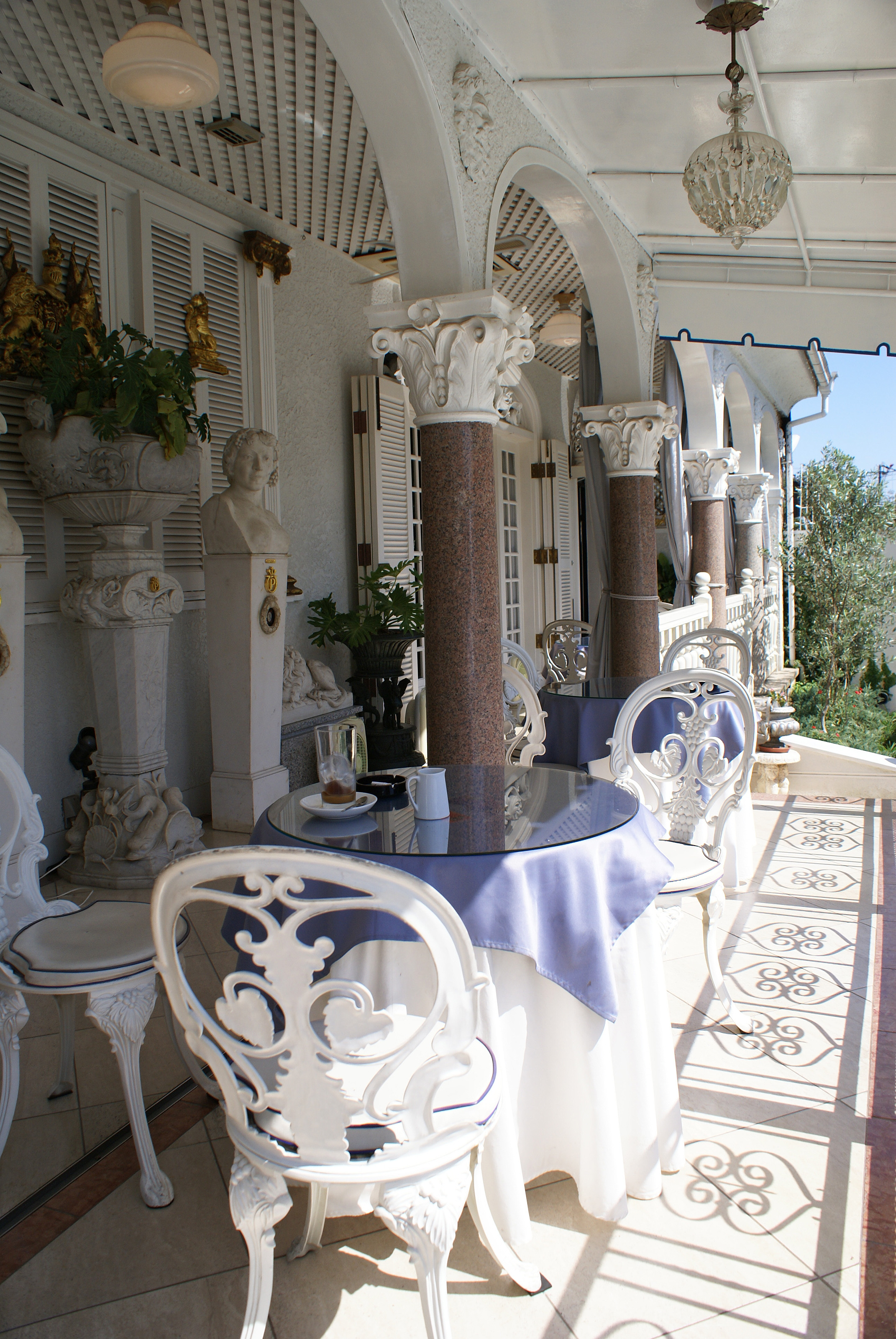
バルコニー
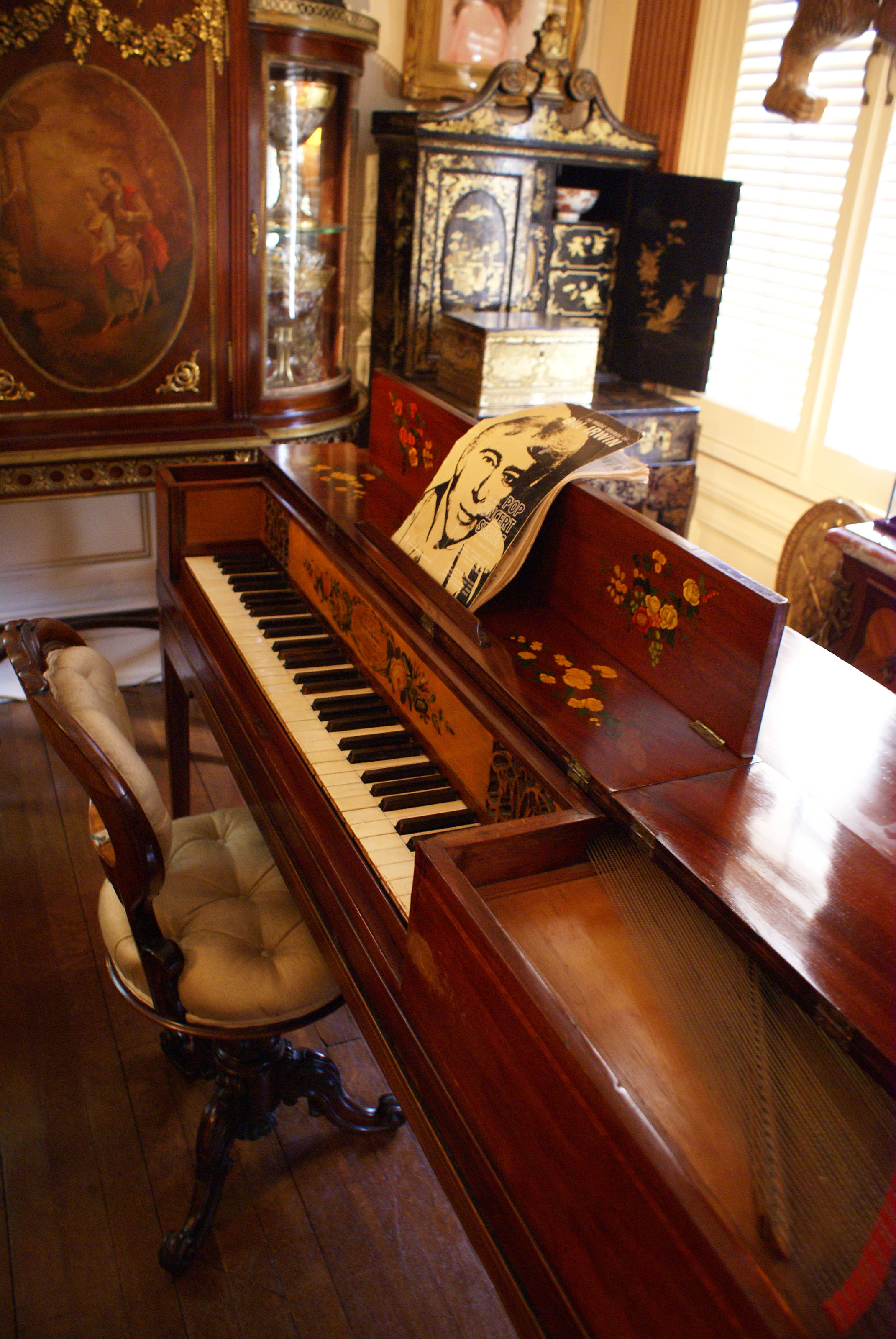
チェンバロ
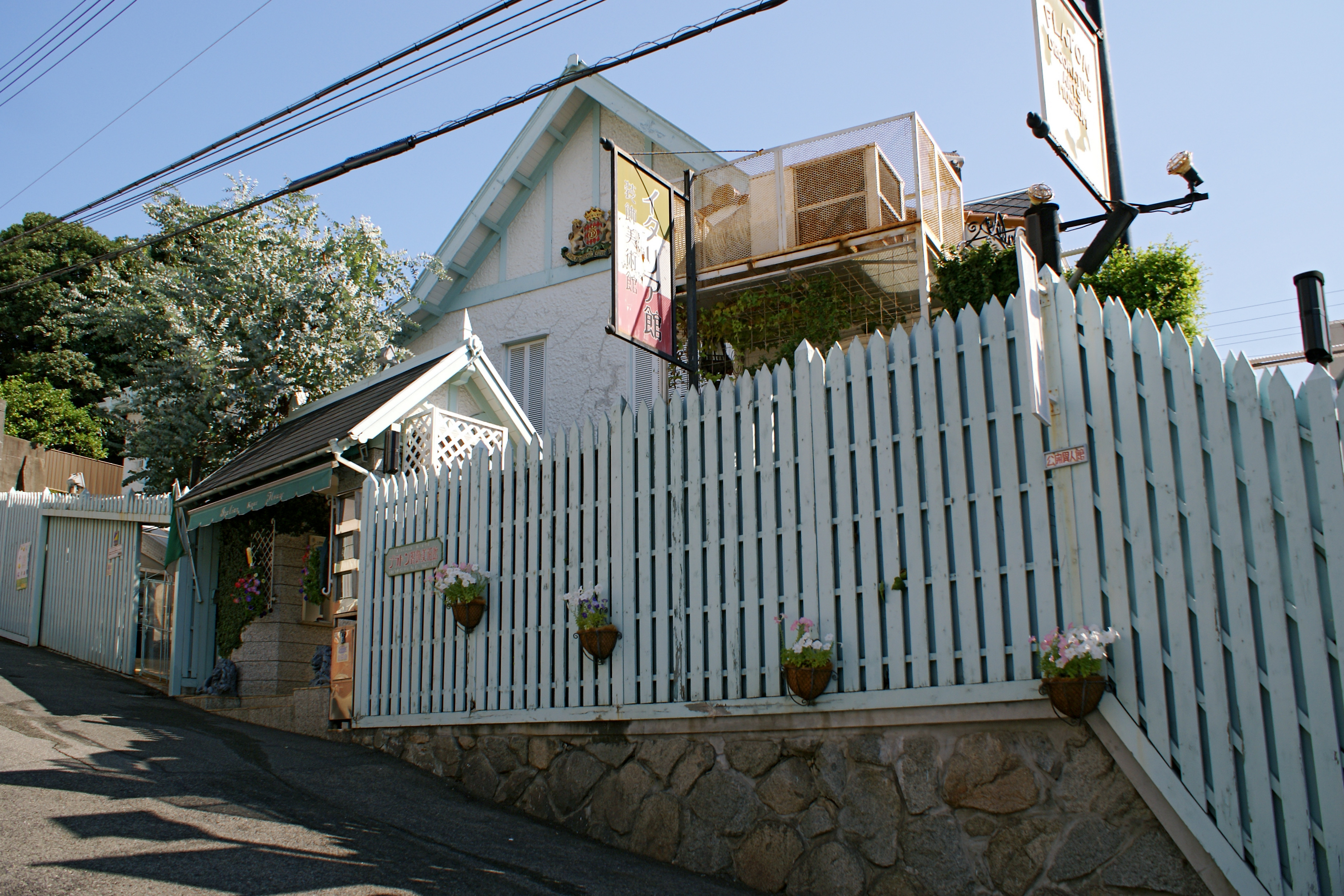
玄関
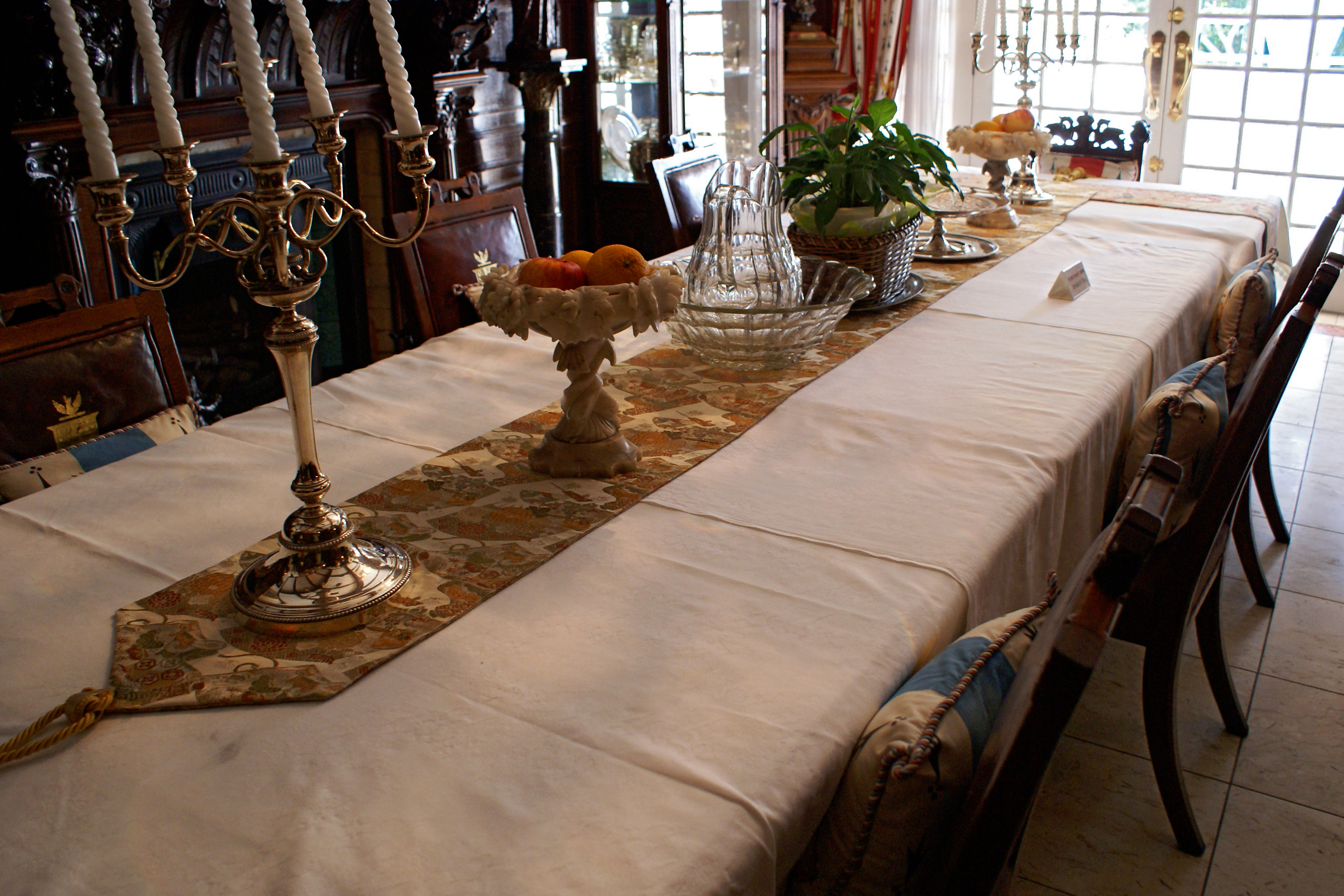
食堂

## 交通アクセス
- 山陽新幹線 新神戸駅　徒歩15分
- JR　三ノ宮駅　徒歩20分
- 阪急　神戸三宮駅　徒歩20分
- 阪神　神戸三宮駅　徒歩20分
- 地下鉄西神・山手線　三宮駅　徒歩20分
- 地下鉄海岸線　三宮・花時計前駅　徒歩20分
- ポートライナー　三宮駅　徒歩20分

## 周辺
- 北野町山本通
  - うろこの家・うろこ美術館
  - 旧ドレウェル邸（ラインの館）
  - 神戸北野美術館（旧アメリカ領事館官舎）
  - 山手八番館（旧サンセン邸）
  - 北野外国人倶楽部（旧ブリューガー邸）
  - 展望塔の家
  - 旧サッスーン邸
  - 神戸モスク